# Orthacanthus
Orthacanthus is een geslacht van uitgestorven xenacanthide zoetwaterhaaien, benoemd in 1836 door Louis Agassiz, variërend van het Laat-Carboon tot het Vroeg-Perm. Orthacanthus leefde als carnivoor in een nektobenthische leefomgeving. Meerdere bronnen hebben ook bewijs gevonden van kannibalisme in de voeding van de volwassen Orthacanthus, die op juveniele Orthacanthus jaagde. Het geslacht Orthacanthus is synoniem met Dittodus (Owen, 1867), Didymodus (Cope, 1883) en Diplodus (Agassiz, 1843).
Ongeveer 260 miljoen jaar geleden was Orthacanthus het toproofdier van zoetwatermoerassen en moerassen in Europa en Noord-Amerika. Een volwassen Orthacanthus bereikte een lengte van bijna drie meter. Orthacanthus-tanden hebben minimaal drie knobbels, twee hoofdcuspen en een tussenliggende knobbel, waarbij de belangrijkste knobbels verschillend gekarteld zijn, met een complexe basismorfologie. Bovendien kan Orthacanthus worden gediagnosticeerd door grote transversale assen van proximale uiteinden in een hoek van vijfenveertig graden met en vaak bijna evenwijdig aan de labiale rand van de basis tussen de knobbels. Vervormde tanden zijn kenmerkend voor de xenacanthide haaien en voor Orthacanthus.

## Historische informatie en ontdekking
Het geslacht Pleuracanthus werd in 1837 door Alexander Agassiz benoemd op basis van losse 'ichthyodorulieten' uit het Britse Carboon samen met fossielen van Orthacanthus; deze werden destijds ten onrechte beschouwd als de oudste vondsten van Rajidae (roggen). In 1843 benoemde Agassiz het geslacht Orthacanthus, 'de rechtstekel'. De fossielen werden aanvankelijk gevonden in het hele Verenigd Koninkrijk in Dudley, Leeds, Noord-Wales, Carluke en Edinburgh. Drie extra soorten uit de Carboon-formatie van Ohio werden beschreven door Dr. Newberry. Tanden geassocieerd met het haaiengeslacht Diplodus werden gevonden in de leisteen uit het Carboon van Engeland in Stafford, Carluke en Burdiehouse, en in Nova Scotia. Een goed bewaard gebleven indruk uit Ruppelsdorf, Bohemen, werd beschreven door Goldfuss, terwijl een apart artikel hetzelfde exemplaar in 1847 publiceerde onder de naam Xenacanthus dechenii. Een jaar later, in 1849, identificeerde Dr. Jordan ten onrechte hetzelfde exemplaar als de overblijfselen van de fossiele haai Triodus sessilis. Deze fout werd gecorrigeerd en geïdentificeerd als Xenacanthus door J. Schnur.
Andere soorten zijn O. arcuatus, O. bohemicus, O. buxieri, O. compressus, O. cylindricus, O. donnelljohnsi, O. gibbosus, O. kounoviensis, O. meridionalis, O. minor, O. pinguis, O. platypternus, O. pustulosus, O. senckenbergianus en O. texensis. De soorten Didymodus platypternus, Diplodus acinaces, D. minutus, D. parvulus en D. tenuis worden wel onder Orthacanthus geschaard.

## Beschrijving

### Tanden

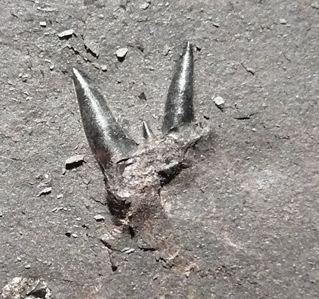
Een typische tand

De grotere tanden van Orthacanthus compressus en Orthacanthus texensis worden onderscheiden door een meer uitgesproken basale knobbeltje bij Orthacanthus compressus. De basale knobbel van een typische tandenkolom bevindt zich op de apicale knop van de onderliggende tand. De grotere volwassen tanden van Orthacanthus compressus hebben een bredere in plaats van langere basis, vergelijkbaar met Orthacanthus texensis, en hebben meestal vertandingen op beide carinae van elke cusp, terwijl de mediale carinae van kleinere volwassen tanden niet gekarteld zijn. De juveniele tanden van Orthacanthus compressus zijn langer dan breed, hebben een dunnere basis en missen vertanding, vergelijkbaar met Orthacanthus platyternus-tanden.
Orthacanthus platypternus uit de Craddock Bonebed-haaienlaag in Texas vertoont tekenen van resorptie en het equivalent van glazuurknobbels, niet waargenomen bij andere fauna op dezelfde locatie. Waar zou worden verwacht dat de bovenliggende basale tuberkel wordt geresorbeerd als de tanden resorptie ondergaan, wordt in plaats daarvan de apicale knop geresorbeerd.

### Seksueel dimorfisme
Het verschil in kenmerken tussen de grote en kleine volwassen tanden van Orthacanthus compressus kan wijzen op seksueel dimorfisme.

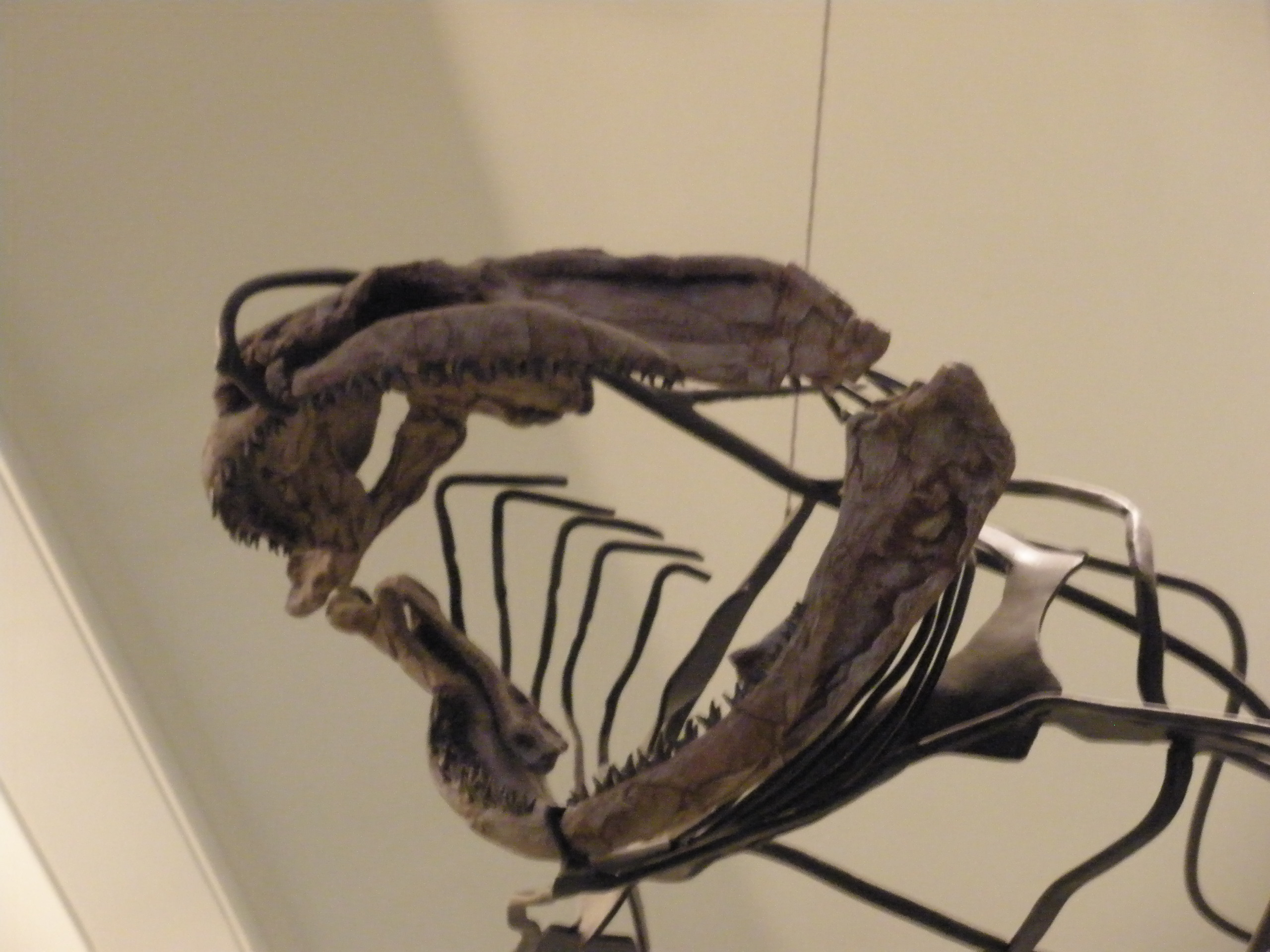
Model van de schedel

De stekels van Orthacanthus platypternus met drie tot vier dentinelagen worden geïnterpreteerd als jonge volwassenen en worden gescheiden in twee grootteklassen waarbij vrouwtjes de grootste stekels hebben in vergelijking met mannetjes, wat wijst op seksueel dimorfisme.

### Rugstekel, tandbeen endenticula

De grootte vergeleken met een mens

De rugstekel van Orthacanthus platypternus uit het Craddock Bonebed in Texas behoudt een sterk gevasculariseerde wand die voornamelijk bestaat uit centrifugaal groeiend dentine (de buitenste laag van de wand van de stekel) in een opeenvolging van naar binnen groeiende dentinelagen die de pulpaholte bekleden. Deze dentinelagen worden waarschijnlijk periodiek afgezet in overeenstemming met seizoensvariaties in watertemperatuur en voedselbeschikbaarheid. Meer specifiek kan de periodieke aard van de dentinelaagafzettingen te wijten zijn aan variatie in calciumfosfaatafzetting als gevolg van veranderingen in de watertemperatuur. Stekels van individuen met een tot twee dentinelagen zijn waarschijnlijk juvenielen en leveren de kleinste maten op, terwijl individuen met ten minste drie tot vier dentinelagen twee afzonderlijke maatklassen opleveren. De dwarsdoorsnede is ovaal bij de opening van de pulpaholte en cirkelvormig/driehoekig in het distale deel van het niet-getande gebied en cirkelvormig in het getande gebied. De pulpaholte van de stekel is gevuld met calciet, kwarts en ondoorzichtige mineralen.

### Achterhoofdsstekel en denticula
De stekel is oppervlakkig in de huid bevestigd, waar hij groeit en zich verplaatst van een diepe positie in de dermis waar trabeculaire dentine wordt gevormd, naar een oppervlakkige locatie waar centrifugaal groeiende lamellaire dentine wordt gevormd. Het aantal tandjes per jaarcyclus varieert met de groeisnelheid en ze zijn onafhankelijke huidelementen gevormd door de dermale papillae en worden secundair door dentine aan de eigenlijke stekel bevestigd. De dichtheid van de vertanding varieert ook met de groeisnelheid van de achterhoofdsstekel. De verhouding tussen de lengte van het getande gebied en de totale lengte van de stekel verandert gedurende de ontogenie, de rijping.

## Fylogenie
De tanden van Orthacanthus texensis en Orthacanthus platypternus uit beenderlagen uit het Beneden-Perm van Texas, en de tanden van Orthacanthus compressus uit het Boven-Pennsylvania van Nebraska en Dunkard Basin van de centrale Appalachen werden gebruikt om de oorsprong van Orthacanthus texensis en Orthacanthus platypternus te bepalen. Er is voorgesteld dat zowel Orthacanthus texensis als Orthacanthus platypternus kunnen worden afgeleid van Orthacanthus compressus, waarbij juveniele kenmerken van Orthacanthus compressus worden bewaard in de volwassen tanden van Orthacanthus platyternus via paedomorfose, en de juveniele kenmerken van Orthacanthus compressus-tanden worden waargenomen in de volwassen tanden van Orthacanthus texensis.
Het taxon Mimia bevindt zich buiten een clade die twee monofyletische zustergroepen bevat. De eerste monofyletische zustergroep bestaat uit een clade die de stamgroep Chondrichthyes omvat die weer wordt gezien als een zustergroep van Doliodus en een grote clade die de cladodonte haaien en Orthacanthus omvat. De cladodonte haaien plus Orthacanthus omvatten twee monofyletische zustergroepen: Orthacanthus en Cladodoides en Tamiobatis aan de ene kant, en de Symmoriiformes aan de andere kant. De tweede monofyletische zustergroep kenmerkt kroonchondrichthyes die twee monofyletische zustergroepen bevat (Euchondrocephali aan de ene kant en Euselachii aan de andere kant).

## Cladistische analyse
Het volgende cladogram volgt een analyse uit 2011 door Alan Pradel en collega's.
|  | Pucapampella |
|  |              |

|  | Cladodoides                                                 |
|  |                                                             |
|  | \| \| Tamiobatus \| \| \| \| \| \| Orthacanthus \| \| \| \| |
|  |                                                             |
|  | Tamiobatus                                                  |
|  |                                                             |
|  | Orthacanthus                                                |
|  |                                                             |

|  | Tamiobatus   |
|  |              |
|  | Orthacanthus |
|  |              |

|  | Cladoselache |
|  |              |
|  | Cobelodus    |
|  |              |

|  | Akmonistion |
|  |             |
|  | Kawichthys  |
|  |             |

|  | Cladoselache |
|  |              |
|  | Cobelodus    |
|  |              |

|  | Akmonistion |
|  |             |
|  | Kawichthys  |
|  |             |

|  | Cladodoides                                                 |
|  |                                                             |
|  | \| \| Tamiobatus \| \| \| \| \| \| Orthacanthus \| \| \| \| |
|  |                                                             |
|  | Tamiobatus                                                  |
|  |                                                             |
|  | Orthacanthus                                                |
|  |                                                             |

|  | Tamiobatus   |
|  |              |
|  | Orthacanthus |
|  |              |

|  | Cladoselache |
|  |              |
|  | Cobelodus    |
|  |              |

|  | Akmonistion |
|  |             |
|  | Kawichthys  |
|  |             |

|  | Cladoselache |
|  |              |
|  | Cobelodus    |
|  |              |

|  | Akmonistion |
|  |             |
|  | Kawichthys  |
|  |             |

|  | Cladodoides                                                 |
|  |                                                             |
|  | \| \| Tamiobatus \| \| \| \| \| \| Orthacanthus \| \| \| \| |
|  |                                                             |
|  | Tamiobatus                                                  |
|  |                                                             |
|  | Orthacanthus                                                |
|  |                                                             |

|  | Tamiobatus   |
|  |              |
|  | Orthacanthus |
|  |              |

|  | Cladoselache |
|  |              |
|  | Cobelodus    |
|  |              |

|  | Akmonistion |
|  |             |
|  | Kawichthys  |
|  |             |

|  | Cladoselache |
|  |              |
|  | Cobelodus    |
|  |              |

|  | Akmonistion |
|  |             |
|  | Kawichthys  |
|  |             |

|  | Cladodoides                                                 |
|  |                                                             |
|  | \| \| Tamiobatus \| \| \| \| \| \| Orthacanthus \| \| \| \| |
|  |                                                             |
|  | Tamiobatus                                                  |
|  |                                                             |
|  | Orthacanthus                                                |
|  |                                                             |

|  | Tamiobatus   |
|  |              |
|  | Orthacanthus |
|  |              |

|  | Cladoselache |
|  |              |
|  | Cobelodus    |
|  |              |

|  | Akmonistion |
|  |             |
|  | Kawichthys  |
|  |             |

|  | Cladoselache |
|  |              |
|  | Cobelodus    |
|  |              |

|  | Akmonistion |
|  |             |
|  | Kawichthys  |
|  |             |

|  | Pucapampella |
|  |              |

|  | Cladodoides                                                 |
|  |                                                             |
|  | \| \| Tamiobatus \| \| \| \| \| \| Orthacanthus \| \| \| \| |
|  |                                                             |
|  | Tamiobatus                                                  |
|  |                                                             |
|  | Orthacanthus                                                |
|  |                                                             |

|  | Tamiobatus   |
|  |              |
|  | Orthacanthus |
|  |              |

|  | Cladoselache |
|  |              |
|  | Cobelodus    |
|  |              |

|  | Akmonistion |
|  |             |
|  | Kawichthys  |
|  |             |

|  | Cladoselache |
|  |              |
|  | Cobelodus    |
|  |              |

|  | Akmonistion |
|  |             |
|  | Kawichthys  |
|  |             |

|  | Cladodoides                                                 |
|  |                                                             |
|  | \| \| Tamiobatus \| \| \| \| \| \| Orthacanthus \| \| \| \| |
|  |                                                             |
|  | Tamiobatus                                                  |
|  |                                                             |
|  | Orthacanthus                                                |
|  |                                                             |

|  | Tamiobatus   |
|  |              |
|  | Orthacanthus |
|  |              |

|  | Cladoselache |
|  |              |
|  | Cobelodus    |
|  |              |

|  | Akmonistion |
|  |             |
|  | Kawichthys  |
|  |             |

|  | Cladoselache |
|  |              |
|  | Cobelodus    |
|  |              |

|  | Akmonistion |
|  |             |
|  | Kawichthys  |
|  |             |

|  | Cladodoides                                                 |
|  |                                                             |
|  | \| \| Tamiobatus \| \| \| \| \| \| Orthacanthus \| \| \| \| |
|  |                                                             |
|  | Tamiobatus                                                  |
|  |                                                             |
|  | Orthacanthus                                                |
|  |                                                             |

|  | Tamiobatus   |
|  |              |
|  | Orthacanthus |
|  |              |

|  | Cladoselache |
|  |              |
|  | Cobelodus    |
|  |              |

|  | Akmonistion |
|  |             |
|  | Kawichthys  |
|  |             |

|  | Cladoselache |
|  |              |
|  | Cobelodus    |
|  |              |

|  | Akmonistion |
|  |             |
|  | Kawichthys  |
|  |             |

|  | Cladodoides                                                 |
|  |                                                             |
|  | \| \| Tamiobatus \| \| \| \| \| \| Orthacanthus \| \| \| \| |
|  |                                                             |
|  | Tamiobatus                                                  |
|  |                                                             |
|  | Orthacanthus                                                |
|  |                                                             |

|  | Tamiobatus   |
|  |              |
|  | Orthacanthus |
|  |              |

|  | Cladoselache |
|  |              |
|  | Cobelodus    |
|  |              |

|  | Akmonistion |
|  |             |
|  | Kawichthys  |
|  |             |

|  | Cladoselache |
|  |              |
|  | Cobelodus    |
|  |              |

|  | Akmonistion |
|  |             |
|  | Kawichthys  |
|  |             |

## Paleobiologie
Een analyse uit 2013 van de zuurstof- en strontiumisotoopsamenstelling van de tanden en stekels van haaien uit het Laat-Carboon en Vroeg-Perm werd uitgevoerd om de hydrochemie van hun omgevingswater af te leiden, en aldus bij te dragen aan een oplossing voor de controverse of ze een obligate zoetwater- of juist een euryhaline diadrome levensstijl bezaten. Facies-interpretaties in het Perm van Noord-Amerika suggereerden dat de tolerantie voor zoutgehalte van xenacanthiden beperkt was tot bijna mariene omgevingen, terwijl alleen Orthacanthus brakwateromgevingen kon verdragen. Een studie over de morfologie en histologie van de rugstekels van Orthacanthus platypternus meldde ook dat de vergelijkende analyses van de ontogenetische stadia van de bekende exemplaren van Orthacanthus platypternus en hun verspreiding over verschillende facies en vindplaatsen aangeven dat deze soort euryhaline was, diadroom met een katadrome levenscyclus die sterk werd gereguleerd door het semi-aride, seizoensgebonden droge tropische klimaat dat westelijk Pangea tijdens het Vroeg-Perm kenmerkte. De analyse uit 2013 wees op een verplichte zoetwaterlevensstijl van de haaien uit de bestudeerde Variscan-Europese bekkens, en niet-mariene verhoudingen suggereerden dat de vorming van tanden werd beïnvloed door de mate waarin verdamping de dichtheid van mineralen verrijkte. Euryhaline-aanpassing werd niet bevestigd in de analyse van 2013.

### Roofdier-prooi relatie
Orthacanthus en Triodus hebben een roofdier-prooi-relatie waarbij er specifiek sprake is van predatie van Orthacanthus op Triodus. Schedelresten van exemplaren van zowel Orthacanthus als Triodus waren afkomstig uit het Boven-Carboon uit het Puertollano-bekken uit Spanje en getuigen van deze roofdier-prooi-relatie. Talrijke en goed bewaard gebleven kopelementen van Triodus werden geassocieerd met de schedelresten van Orthacanthus, en wordt verklaard door het blijven steken van achterhoofdsstekels van Triodus in de mondholte van Orthacanthus. Aanvullend bewijs is het gelijktijdig voorkomen van één Orthacanthus-stekel met veel Triodus-stekels, die waarschijnlijk het zachte weefsel en het kraakbeen van de mond van Orthacanthus binnendrongen, vergelijkbaar met moderne haaien die zich voeden met pijlstaartroggen waarbij de stekels van de roggen zijn gevonden in en rond de mondholten van Carcharhinus, Galeocerdo, Negaprion en Sphyrna.
Onderzoek van Orthacanthus coprolieten uit Canada door Aodhan O' Gogain et alii onthulde dat Orthacanthus in tijden van ontbering waarschijnlijk kannibalistisch was, aangezien tanden van juveniele Orthacanthus werden gevonden in de coprolieten van volwassen dieren. Orthacanthus had een alomvattend dieet dat bestond uit leden van de Actinopterygii, Acanthodi, Dipnoi, xenacanthiden en tetrapoden, gebaseerd op analyse van coprolieten en darminhoud. De poep van Orthacanthus heeft een unieke spiraalvorm door een kurkentrekkervormig rectum.

## Paleo-ecologie
De paleobiogeografische verdeling van Orthacanthus platypternus suggereert ontogenetische habitatverdeling. Ontogenetische nichetheorie voorspelt dat individuen hun leefgebied of voeding kunnen veranderen om optimale groeisnelheden te behouden of om de afweging tussen sterfterisico en groei te verbeteren. Terwijl kleinere individuen waarschijnlijk in ondieper water leefden, zoals in kleine meren en stroomkanalen van de kustvlakte, leefden grotere individuen waarschijnlijk in dieper water zoals de fluvio-lacustrine (rivieren en meren) en marginale zeegebieden.
Het oudst bekende exemplaar van Orthacanthus, Diplodus problematicus, werd gevonden in New Brunswick, Canada, uit het Emsien, variërend tussen 407 en 393 miljoen jaar geleden. Andere exemplaren zijn gevonden in onder meer de Verenigde Staten, het Verenigd Koninkrijk, Polen en Frankrijk.